# Bisdom Angers

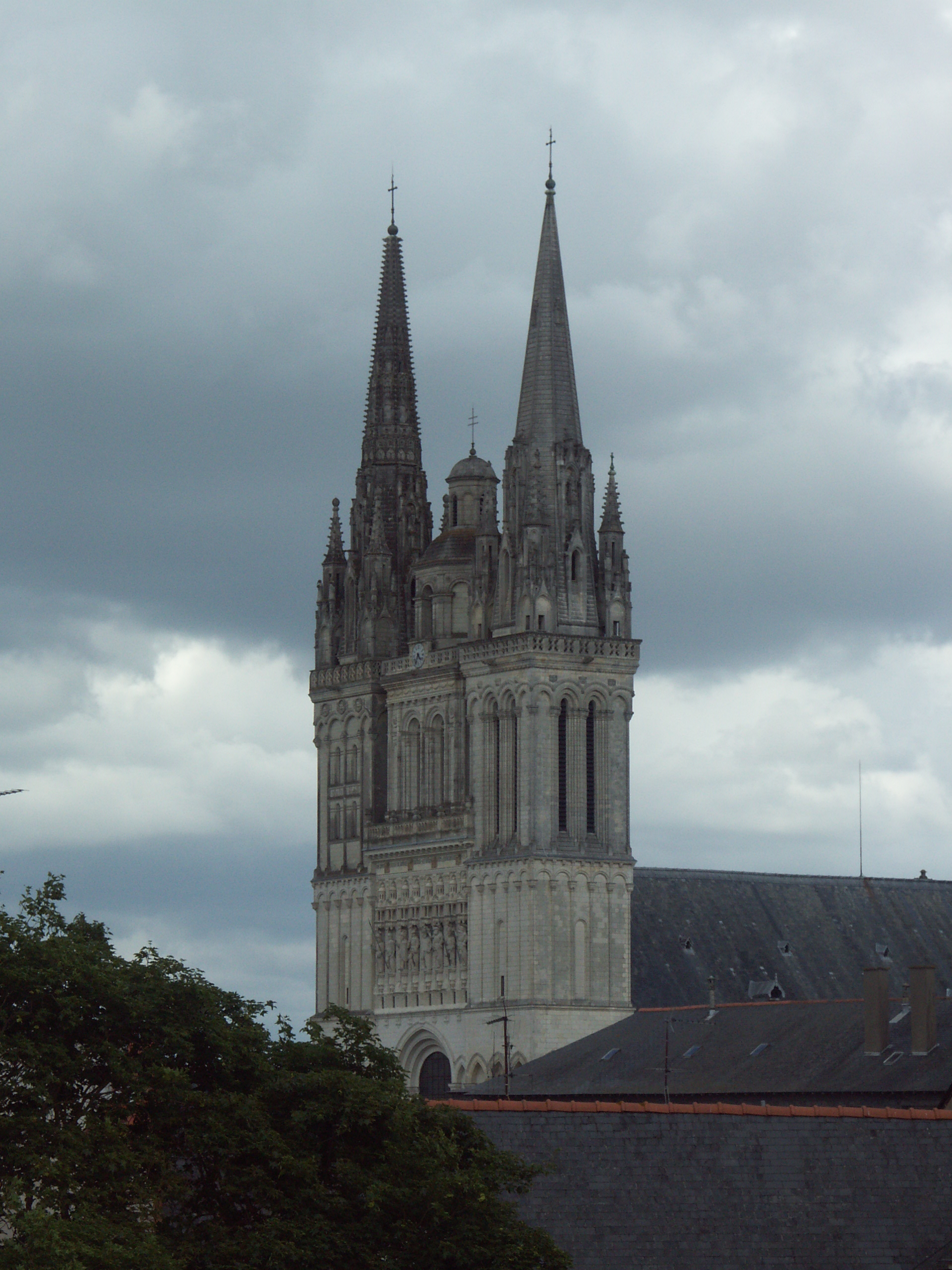
De kathedraal Saint-Maurice

Het bisdom Angers (Latijn: Dioecesis Andegavensis; Frans: Diocèse d'Angers) is een rooms-katholiek bisdom in Frankrijk met als zetel Angers. Het bisdom heeft een oppervlakte van 7.107 km² en omvat het grondgebied van het departement Maine-et-Loire. Het is suffragaan aan het aartsbisdom Rennes.
In 2020 telde het bisdom 582.000 katholieken op een totale bevolking van 811.000, of 71,8% van de bevolking. Het bisdom telt 62 parochies, verdeeld over vier dekenaten.

## Geschiedenis
Het bisdom is een van de oudste van Frankrijk. Het kreeg zijn huidige vorm in 1801 bij het Concordaat tussen Napoleon en paus Pius VII.

Het bisdom binnen Frankrijk

### Oude bisdom
Het bisdom Angers werd voor het eerst vermeld in 372. De bisschop van Angers was toen aanwezig bij de bisschopswijding van Martinus in Tours. De kathedraal van Angers werd voor het eerst vermeld in 470. In de loop van de 6e eeuw werden de eerste kloosters gesticht in het bisdom. De 10e eeuw was een periode van machtsstrijd tussen de bisschoppen van Angers en de graven van Anjou. In die tijd werd het grondgebied ook systematisch verdeeld over parochies. De reformatie kende in de 16e eeuw veel aanhangers in Anjou en Saumur werd een bolwerk van de hugenoten en de protestantse intelligentsia rond de plaatselijke academie. Nadien volgde de contrareformatie. De opstand in de Vendée (1793) vond deels plaats in het zuidwesten van het bisdom Angers. De opstand had deels een religieus karakter en verschillende van de slachtoffers van de repressie van de Franse Republiek uit het bisdom werden later zaligverklaard: priester Noël Pinot en de 99 martelaren.

### Moderne bisdom
Na het Concordaat van 1801 werd het bisdom Angers weer opgericht. De eerst nieuwe bisschop werd gewijd in 1802 en het volgende jaar werd het priesterseminsarie geopend. Er kwamen kleinseminsaries in Beaupréau (1814), Combrée (1823) en Mongazon (1835) en er werden talrijke nieuwe kloosters geopend, vooral van vrouwelijke religieuzen. Hun aantal nam explosief toe van 380 in 1832 naar 5.520 in 1879.
In de tweede helft van de 20e eeuw liet de secularisatie zich sterk voelen. Eerder was het kerkbezoek in de grote steden al teruggelopen; nu was dat algemeen en ook de grote kerkelijke manifestaties verdwenen uit het straatbeeld. In 1998 gebeurde er een grote reorganisatie van de parochies wegens het teruglopend aantal priesters. De parochies werden hertekend en herleid van 419 tot 85, en sindsdien werden nog parochies samengevoegd. Er wordt steeds meer beroep gedaan op leken. Tot 2002 was het bisdom suffragaan aan het aartsbisdom Tours. Sindsdien is dit aan het aartsbisdom Rennes.

## Bisschoppen
Enkele historische bisschoppen:
- Albinus van Angers (6e eeuw)
- Licinius van Angers (6e-7e eeuw)
- Jean Balue (15e eeuw)

Sinds de heroprichting in 1801:
- Charles Montault des Isles (1802-1839)
- Louis-Robert Paysant (1839-1841)
- Guillaume-Laurent-Louis Angebault (1842-1869)
- Charles-Emile Freppel (1870-1891)
- François-Désiré Mathieu (1893-1896)
- Louis-Jules Baron (1896-1898)
- Joseph Rumeau (1898-1940)
- Jean-Camille Costes (1940-1950)
- Henri-Alexandre Chappoulie (1950-1959)
- Pierre Veuillot (1959-1961)
- Louis Marie Henri Mazerat (1961-1974)
- Jean Pierre Marie Orchampt (1974-2000)
- Jean-Louis Bruguès, O.P. (2000-2007)
- Emmanuel Delmas (2008- )

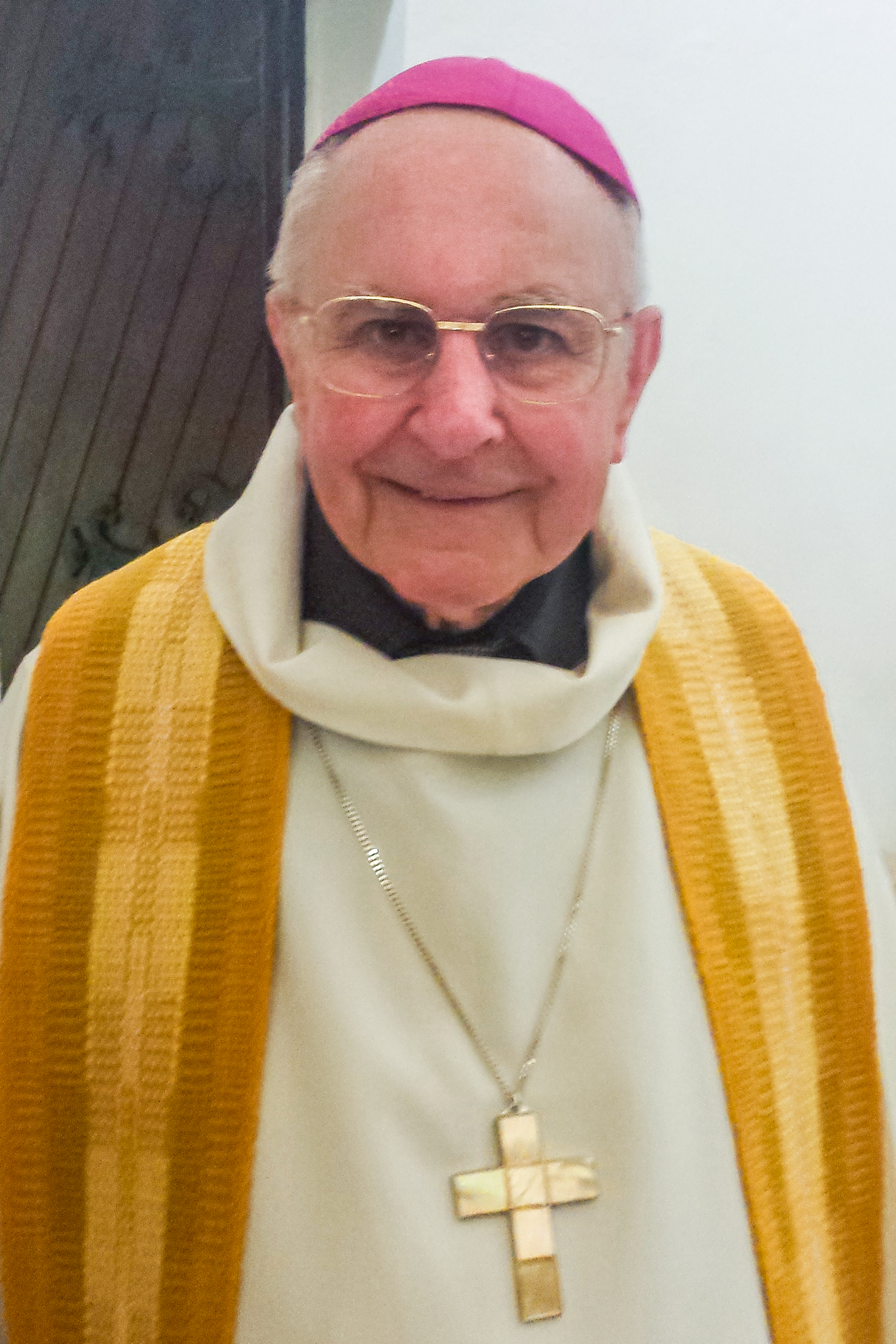
Jean Pierre Marie Orchampt
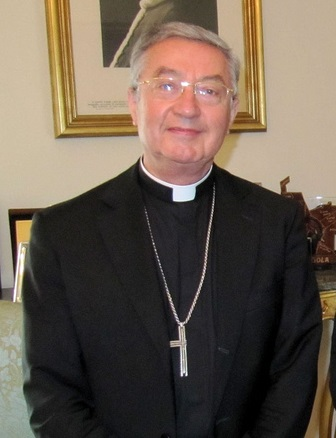
Jean-Louis Bruguès
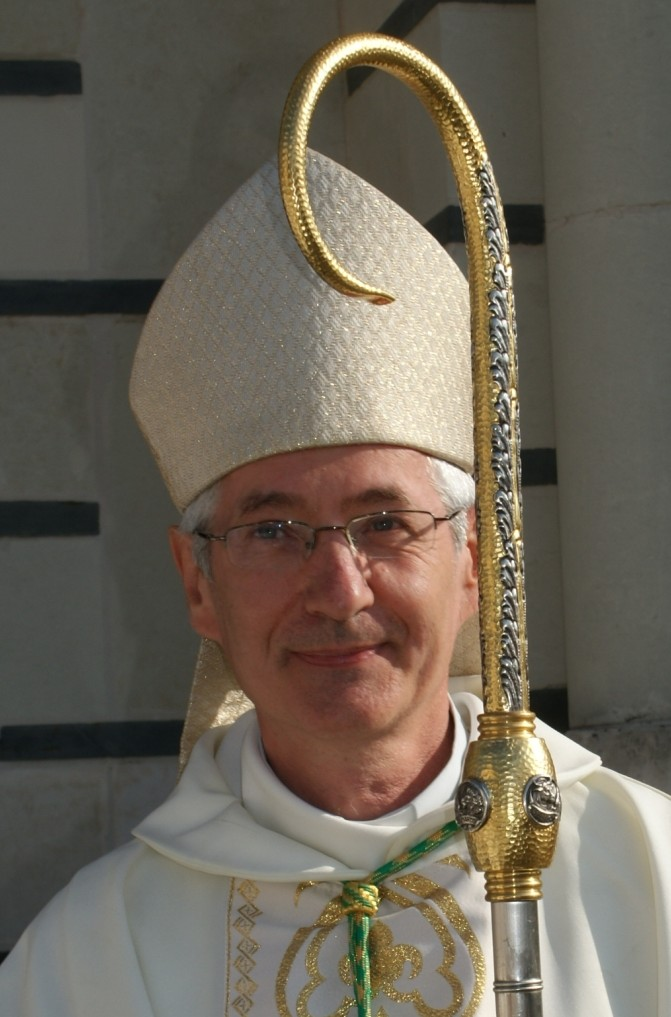
Emmanuel Delmas

Rennes (aartsbisdom) · Angers · Laval · Le Mans · Luçon · Nantes · Quimper · Saint-Brieuc · Vannes